# Ліцинія
Ліцинія (*Licinia, бл. 140 до н. е. —113 до н. е.) — давньоримська весталка у 130—113 роках до н. е.

## Життєпис
Походила з впливового плебейського роду Ліциніїв Крассів. Донька Гая Ліцинія Красса, народного трибуна 145 року до н. е. У 130 році до н. е., у віці близько 9-10 років, стає весталкою.
У 123 році до н. е. висвятила вівтар, капличку і ложе у храмі Доброї Богині під Авентинською скелею без постанови народу. За запитом римського сенату колегія понтифіків скасувала посвяту, а сенат ухвалив знищити вівтар і напис.
У грудні 114 року до н. е. звинувачувалася в порушенні цнотливості перед колегією понтифіків, але була виправдана, незважаючи на протидію Луція Цецилія Метелла. Наступного року плебейський трибун Секст Педуцей провів плебісцит про заснування суду над весталками (Ліцинією, Емілією та Марцією). Ліцінію захищав двоюрідний брат, талановитий оратор Луцій Ліциній Красс, але суддя Луцій Кассій Лонгін Равілла засудив її до страти.